# Oberraden
Oberraden è un comune di 656 abitanti della Renania-Palatinato, in Germania.
Appartiene al circondario (Landkreis) di Neuwied (targa NR) ed è parte della comunità amministrativa (Verbandsgemeinde) di Rengsdorf-Waldbreitbach.